# Tác nhân sinh học

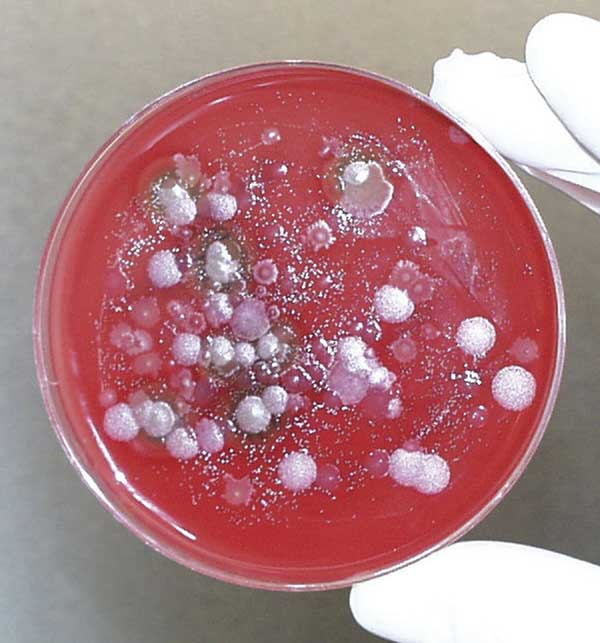
Môi trường nuôi cấy Bacillus anthracis, vi khuẩn bệnh than

Tác nhân sinh học - còn được gọi là tác nhân đe dọa sinh học, tác nhân chiến tranh sinh học, vũ khí sinh học, hoặc bioweapon — là vi khuẩn, vi rút, đơn bào, ký sinh trùng hoặc nấm có thể được sử dụng có mục đích trong khủng bố sinh học hoặc chiến tranh sinh học). Ngoài những sinh vật sống và/hoặc nhân bản mầm bệnh, độc tố và độc tố sinh học cũng được bao gồm trong các tác nhân sinh học. Hơn 1.200 loại tác nhân sinh học có khả năng làm vũ khí sinh học khác nhau đã được mô tả và nghiên cứu cho đến nay.
Các tác nhân sinh học có khả năng ảnh hưởng bất lợi đến sức khỏe con người theo nhiều cách khác nhau, từ các phản ứng dị ứng tương đối nhẹ đến các tình trạng y tế nghiêm trọng, kể cả tử vong. Nhiều tác nhân trong số các vinh sinh vật này có mặt khắp nơi trong môi trường tự nhiên, tại đó chúng được tìm thấy trong nước, đất, thực vật hoặc động vật. Các tác nhân sinh học có thể được "vũ khí hóa" để làm cho chúng dễ dàng triển khai hoặc phổ biến hơn. Sự biến đổi di truyền có thể làm tăng tính chất khó chữa hoặc gây chết người của chúng, hoặc khiến chúng không bị các phương pháp điều trị hoặc phòng ngừa thông thường làm ảnh hưởng. Vì nhiều tác nhân sinh học sinh sản nhanh chóng và đòi hỏi nguồn lực tối thiểu để nhân giống, chúng cũng là một mối nguy hiểm tiềm ẩn trong một loạt các môi trường nghề nghiệp.